# 藍海1加1
（大陸名為《海峽戀人》，前稱《愛河戀人》），由林博生執導，卓文萱、立威廉主演。2010年1月27日起於HiHD頻道首播。

## 概要
本劇獲得行政院新聞局補助拍攝。男主角為以《天國的嫁衣》一劇一砲而紅的立威廉，女主角為曾經主演過多部偶像劇的卓文萱。

## 播出時間

### 首播
| 頻道                            | 所在地 | 播映時間      | 播出時間          | 備註                            |
| ------------------------------- | ------ | ------------- | ----------------- | ------------------------------- |
| HiHD頻道                        | 臺灣   | 2010年1月27日 | 每週一至週五22:00 |                                 |
| 美亞電視劇台                    | 香港   | 2010年6月25日 | 每週一至週五20:30 |                                 |
| 中視數位台 （數位頻道同步播出） | 臺灣   | 2011年6月7日  | 每週一至週五22:00 | 6月13日起，縮短為週一至週四播出 |

## 故事大綱
真愛因學長維傑的介紹，終於如願的進入「旅行社」擔任導遊、領隊的工作。這天，對真愛來說，是她的命運的交會點，這是她的第一次。可是，迷糊的真愛在陰錯陽差下竟將其他旅行團的柳信河誤認為是自己的團員。然而，柳信河不但沒有怪罪真愛與旅行社，反而願意繼續待在真愛的旅行團，真愛才發現，柳信河願意待在她的團，擺明故意要整她，他根本就是個不折不扣的魔鬼，將她當「奴才」的使喚，差點沒把她給累死。真愛與信河兩人之間還發生不少誤會，就像真愛不小心將飲料潑灑在信河的褲子上，讓一向要求完美的信河氣炸了，兩人因緣際會還在旅館共宿一晚...。團員傳出真愛與信河兩人之間有曖眛的關係，真愛拼命解釋卻越描越黑，接著，真愛一時不小心，讓信河與她雙雙掉入愛河，這下，真的是跳到「愛河」也洗不清...。可是，真愛卻料想不到跟她不對盤的柳信河竟然是即將接管旅行社的少東。真愛當場傻眼...。過後，趙哥團裡的一個團員—江先生昏倒，送進醫院。真愛負責照顧他。過後，真愛在和他談話中知道他來台灣是為了要找他的妻兒，並向他們道歉，因為當初為了自己的事業而拋棄他們。但是，他已經來台灣無數次了，卻總是失望而歸。在一天晚上，他偷偷跑出來找他的妻兒，真愛等人知道後很擔心，到處找他。最後，他卻昏倒在路旁，被路人送到醫院。最後，真愛的哥哥-守城答應幫他找到他的妻兒。可是，他卻發現他的妻兒在七年前火災中燒死了。。。

## 演員陣容

### 主要演員
| 演員                | 角色   | 人物簡介、關係                     |
| 立威廉 童年：王岳棠 | 柳信河 | 旅行社總經理，後為宏偉企業董事長。 |
| 卓文萱 童年：纪欣伶 | 何真愛 | 旅行社導遊。                       |
| 金沛晟              | 何守誠 | 何真愛名義上的哥哥，喜歡真愛。     |
| 何姵蓓              | 高茵茵 | 旅行社副總，喜歡信河。             |
| 韓宜邦              | 康維傑 | 何真愛的學長，康達公司的負責人。   |
| 顧寶明              | 陳光   | 何真愛的外公。                     |
| 葉民志              | 何光年 | 何真愛的父親。                     |

### 其他演員
| 演員   | 角色   | 人物簡介、關係                                                           |
| 勾峰   | 柳俊賢 | 柳信河的父親。                                                           |
| 詹惟中 | 趙主任 | 旅行社導遊，真愛的師父。                                                 |
| 馬力歐 | 劉特助 | 柳信河的特助。                                                           |
| 馬國畢 | 周光耀 | 旅行團的團員，把母親的骨灰裝在瓶子裡帶在身上，後與美華在一起。           |
| 張虹   | 鄧美華 | 旅行團的團員，後與光耀在一起。                                           |
| 蔡阿炮 | 江智明 | 參加旅行團尋找自己20年前拋棄的妻兒，後因真愛和守誠的幫忙，如願見到妻兒。 |
| 張以琳 | 趙美芳 | 江智明20年前拋棄的妻子。                                                 |
| 戴自華 | 沈芸   | 信河的後母。                                                             |
| 應采靈 | 周雪琴 | 信河的生母。                                                             |
| 劉爾金 | 戴朝煌 | 巫莉莉的父親，方桂如的丈夫，與柳俊賢的公司有所合作。                     |
| 王心宜 | 巫莉莉 | 戴朝煌與其前妻的女兒                                                     |
| 李冠儀 | 方桂如 | 戴朝煌的現任妻子，委託何守誠偷拍戴朝煌。                                 |
| 羅曉群 | 珍妮絲 | 真愛的同事。                                                             |
| 江俊翰 | 王東翔 | 雅君的丈夫。                                                             |
| 曾莞婷 | 陳雅君 | 曾在台北的酒店工作過，為東翔的新婚妻子。                                 |
| 周明增 | 林文勝 | 雅君在台北時的男友，向雅君勒索。                                         |
| 林健寰 | 嚴志豪 | 方萱的男友，台灣人，為見女友而參加旅行團。                               |
| 畢志剛 | 維傑父 | 維傑的父親，因為茵茵的爸爸以致於現在什麼人都不記得，都待在療養院裡。     |

## 電視劇歌曲
| 類型   | 歌名     | 主唱                   | 作詞           | 作曲                   |
| 片頭曲 | 在你身邊 | 卓文萱                 | 張簡君偉       | 張簡君偉               |
| 片尾曲 | 真相大白 | 卓文萱、李崗霖、吳忠明 | 陳彼得、姜憶萱 | 陳彼得、張簡君偉       |
| 插曲   | 一秒也好 | 卓文萱                 | 鍾德強         | 鍾德強、譚政豪、王貞弘 |

## 製作團隊
- 製作人：王智源、盧秀源
- 監製：張志群
- 編劇：極光編劇小組
- 導演：林博生
- 製作公司：伸鋐國際事業有限公司

- 統籌：洪任佐
- 執行製作：任子成
- 製作助理：施光緷
- 副導演：宋佩玲
- 攝影師：林文凱
- 燈光師：陳嘉麟
- 燈光助理：范己昱、吳逸群、莊得勝
- 整體造型：ㄚ頭
- 梳化妝師：游雯淇
- 化妝助理：林倩如
- 美術設計：林智明
- 道具組：阿德、小范
- 節目助理：吳宗台、林建飛
- 場記：林宇嬋、佩宇
- 宣傳統籌：陳盈舫
- 剪輯：基因視覺創意股份有限公司
- 後期製作：齊子槥、王珮婷
- 攝影組：采像影視有限公司
- 音效：聲動錄音
- 平面攝影：蔡正泰、黃華安、Sam
- 視覺預宣設計：蔣蕓瞳、劉穎錚、簡妙琪
- 行銷公關：廖祐德、陳盈紡、吳思漢、林至祥、蕭欣怡、劉欣芸、張書瑜
- 企宣小組：程芳倩、顧惠琴

## 外部連結
- 官方网站－中視（繁體中文）

## 作品的變遷
| HiHD頻道 每週一至週五 22:00 - 22:55                                   | HiHD頻道 每週一至週五 22:00 - 22:55       | HiHD頻道 每週一至週五 22:00 - 22:55              |
| --------------------------------------------------------------------- | ----------------------------------------- | ------------------------------------------------ |
|                                                                       | 藍海1加1 （2010年1月27日－2010年2月23日） |                                                  |
| 心星的淚光                                                            | 百年不孤寂                                |                                                  |
| 中視數位台 每週一至週五 22:00 - 23:00 6月13日起，縮短為週一至週四播出 |                                           |                                                  |
| 太陽花 （2011年2月21日－2011年6月6日）                                | 藍海1加1 （2011年6月7日－2011年7月7日）   | 我和我的兄弟·恩 （2011年7月11日－2010年8月15日） |